# Groene lijn (metro van Lissabon)
De Groene Lijn of Caravela-lijn is een van de vier lijnen van de metro van Lissabon, in Portugal. De lijn is ongeveer negen kilometer lang en telt 13 stations. Hij bedient een as die de stad doorkruist vanaf de rivier, in Cais do Sodré, tot Telheiras, en loopt grotendeels parallel aan de lanen Almirante Reis en Roma. In 2002 is de lijn verlengd naar station Telheiras.

## Beperking aantal rijtuigen
De Groene Lijn had de bijzonderheid de enige in het netwerk te zijn waarop treinen met slechts vier rijtuigen reden. Dit was te wijten aan de beperkte perronruimte in de stations Arroios en Areeiro.
Op 19 juli 2017 werd station Arroios gesloten voor algemene herstel- en uitbreidingswerkzaamheden, een project waarvan aanvankelijk werd verwacht dat het in 2019 voltooid zou zijn. Als gevolg van deze renovatie biedt de Groene Lijn nu ook plaats aan treinen met 6 wagons.

## Toekomst
Een verlenging van de groene lijn naar het station Pontinha aan de Blauwe lijn is momenteel in studie.